# شهرک صالح‌آباد
روستای صالح آباد یکی از روستاهای توابع بخش کوخرد شهرستان بستک در غرب استان هرمزگان در جنوب ایران واقع شده‌است.
فاصله روستا تا مرکز بخش دهستان کوخرد ۵ کیلومتر و تا شهرستان بستک ۵۰ کیلومتر می‌باشد و در مسیر جاده ارتباطی بندر لنگه - بستک واقع شده‌است.

## وجه تسمیت
وجه نامگذاری آن چنین است که گروهی به سرپرستی شخصی به نام شیخ صالح بن شیخ محمد رضا از لاور شیخ کوچ کرده به اینجا آمده اند، بدین جهت نام روستا (صالح آباد) گذاشته شده‌است.

## محدوده صالح آباد
از طرف شمال کوه ناخ و تنب دُماله، از طرف جنوب (خادون)و تنب بردومه و رودخانه مهران و سپس کوه خآب (بل تیر)، از طرف مغرب گریند و کوردان ، و از سمت مشرق به درواه ناخ و روستای آسو منتهی می‌شود.

## جمعیت
جمعیت این روستا بر اساس سرشماری سال ۱۳۸۵ جمعیت آن ۷۸۰ نفر (۷۶ خانوار)
بوده‌است.
که همگی از لاور شیخ به این روستا مهاجرت نموده‌اند. آب وهوای آن همانند سایر مناطق گرم و خشک است.

## تأسیس
روستای صالح آباد در سال ۱۳۶۶ خورشیدی تأسیس شده‌است، از ابتدای تأسیس پیشرفتهای چشمگیری در زمینه ساختمان سازی، آب، برق و تلفن صورت گرفته‌است.
سایر امکانات به همت نیکوکاران و با تلاش ریاست شورای اسلامی روستا فراهم شده‌است. برای نمونه آب‌انبارهایی (برکه) با کمک نیکوکاران ساخته شده‌است که آب آشامیدنی مردم را تأمین می‌کند و برای مصرف روزانه مردم نیز از آب چاه استفاده می‌شود.
همچنین نیکوکاران هزینه ساخت یک باب مدرسه پنج کلاسه ابتدائی را تأمین نموده‌اند که هم‌اکنون محل تحصیل فرزندان دختر و پسر می‌باشد. در سال ۱۳۷۲ با همیاری مردم سرانجام روستا به شبکه سراسری برق کشور متصل شد. اکنون (سال ۱۳۸۳/۲۰۰۵) که ۱۸ سال از تأسیس روستای صالح آباد می‌گذرد، طرح بهسازی و خیابان کشی روستا در دست اجراست و بخشی از هزینه آن فراهم شده‌است، شورای اسلامی روستا در نظر دارد بر روی جاده اصلی، بلواری به موازات روستا احداث کند و کوچه‌های روستا نیز قرار است آسفالت شود. دارای یک باب مسجد است. این روستا دارای مساحتی بالغ بر ۸ هکتار است، پیشه اصلی مردم آن نانوائی و بنائی است.